# GeoWizard
GeoWizard, né Tom Davies le 22 septembre 1990, est un vidéaste web anglais. Il est principalement connu pour ses vidéos sur le jeu vidéo GeoGuessr ainsi que ses traversées de pays en ligne droite.

## Biographie
GeoWizard est originaire d'Aldridge, une localité anglaise des Midlands de l'Ouest,.
Il découvre le jeu vidéo GeoGuessr, où le but est de déduire sa position géographique sur Google Street View,. Il est l'un des premiers vidéastes à filmer ses parties, avant que le jeu ne gagne en popularité,,.

### Série de vidéosMission Across
Après avoir traversé la Norvège en ligne droite en 2020,, l'Écosse durant la pandémie de Covid-19 puis en 2021 ou encore le pays de Galles où il échoue en hiver 2018 et en 2019,,, il se remet au défi de traverser ce dernier pays toujours en ligne droite en janvier 2023. Après trois tentatives, il marche quatre jours équipé d'un GPS et rallie le Shropshire (à l'est du pays) jusqu'à Tal-y-bont (en), village au nord de Barmouth (à l'ouest),.
Il serait d'après lui la seule personne à avoir traversé un pays (la Norvège) sans dévier de plus de 50 mètres d'une ligne droite. Ce défi, dont la série de vidéos s'intitule Mission Across, est directement inspiré de son enfance, où son demi-frère et lui essayaient déjà de rallier un lieu tout en restant en ligne droite, notamment dans le Staffordshire,.